# 中国网游竞技大赛
中國網遊競技大賽（英語：China Online Games）中由17173.COM舉辦的位於中國大陸地區的全國性電子競技賽事，該賽事主要針對遊戲為網絡遊戲。中國網遊競技大賽分別在2008年和2009年成功舉辦兩屆，目前已經停辦。

## 賽事歷史

### 2009年
- 比賽日期：2009年7月16日 至 9月27日
- 比賽項目：QQ炫舞、地下城與勇士、戰地之王、QQ飛車
- 決賽城市：北京
- 預賽人數：539支隊伍及52047名個人；決賽人數：7支隊伍及34名個人
- 冠軍獎金：現金2000元人民幣、1000元面值的Q幣和價值500元的獎品

### 2008年
- 比賽日期：2008年3月25日[3]至 5月18日[4]
- 比賽項目：QQ飛車、QQ炫舞、天龍八部[3]
- 決賽城市：中國北京
- 預賽人數：31222人；決賽人數：51人
- 冠軍獎金：現金2000元人民幣和北京奧運會門票一張

## 外部連結
- 中國網遊競技大賽 官方網站Archive.today的存檔，存档日期2013-04-24（简体中文）